# Råslätts IP
Råslätts IP är en idrottsplats på bostadsområdet Råslätt i Jönköping i Sverige. Idrottsplatsen började byggas 1971. Råslätts IP används främst för bandy, fotboll och friidrott, och är hemmaplan för bandylaget Jönköping Bandy IF och för Råslätts SK i fotboll. Anläggningens konstfrysta landisbana invigdes den 15 januari 1988. Här har också friidrottstävlingarna Råslättsspelen arrangerats.
På Råslätts IP spelades bandylandskamper mellan Sverige och Ryssland såväl 1993 (svensk seger, 4-1) som 1997 (svensk seger, 6-4).. Publiikkapaciteten ligger på cirka 3 000 åskådare.
Den 19 januari 2013 spelades här en träningsmatch i bandy där Månsarps IF slog kanadensiska landslaget med 6-1., och den 21 januari samma år spelades på samma bana en träningsmatch i bandy, där Jönköping Bandy IF vann med 5-4 över USA:s landslag.

## Framtid
Kring år 2006 fanns planer på bygga en multiarena med bandyhall, som först var tänkt att stå klar till 2009. Diskussionerna har därefter fortsatt, eftersom de höga temperaturerna under senhösten och vintern fortsatt under tidigt 2020-tal och därmed gjort det svårare att upprätthålla spelbar is.